# Конусність

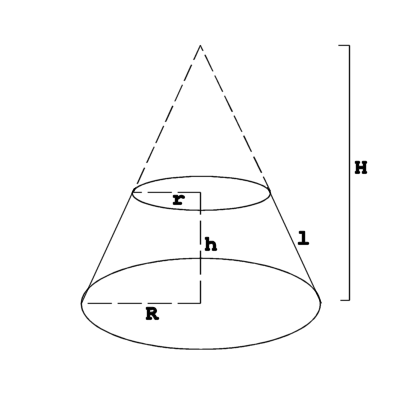
Параметри конуса для визначення конусності

Ко́нусність (C) — відношення діаметра кола D основи конуса до його висоти H для повних кругових конусів або відношення різниці діаметрів D і d двох поперечних перерізів конуса до відстані h між ними для зрізаних конусів. Конусність зазвичай записується як відношення двох чисел, наприклад: 1:10; 1:12; 1:20.
{\displaystyle C={\frac {D}{H}}} або  {\displaystyle C={\frac {D-d}{h}}}
У країнах, де використовується дюймова система мір, конусність задають у вигляді приросту діаметра поперечного перерізу конуса на одиницю зміни висоти. Наприклад, 0,6 дюйма на фут чи 0,05 дюйма на дюйм, що відповідає конусності 1:20.
Також конусність може задаватись кутом при вершині осьового перерізу конуса. Так, наприклад, конусності 1:20 відповідає кут 2°51'51,1".

Позначення конусності на технічних креслениках

Конусність може також задаватись в процентах чи проміле.
На технічних кресленнях значення конусності поверхонь деталей вказують у вигляді простого дробу або в процентах. Для машинобудівної промисловості ГОСТ 8593-81 установлює такі значення конусності: 1:500; 1:200; 1:100; 1:50; 1:30; 1: 20; 1: 15; 1:12; 1: 10; 1: 8; 1:7; 1:5; 1:3; 30°; 45°; 60°; 75°; 90°; 120° 
На креслениках конусність позначають за ГОСТ 2.307-68. Перед розмірним числом, що характеризує конусність, наносять знак «{\displaystyle \triangleleft }», гострий кут якого має бути спрямований у бік вершини конуса. 